# Donauufer Autobahn
La A22 (Donauufer Autobahn, letteralmente: "autostrada lungodanubio") è l'autostrada austriaca che, partendo dall'A23, prosegue in direzione nord-ovest verso Praga. Fa parte dell'itinerario europeo E49 ed E59. Corre a nord del Danubio, dallo svincolo di Kaisermühlen con la Südosttangente (autostrada A23) fino a Stockerau dove si unisce alla superstrada Weinviertel (Weinviertler Schnellstraße S 3) in corrispondenza dell'incrocio con la superstrada Stockerau (Stockerauer Schnellstraße S 5).